# Třebovětický rondel
Třebovětický rondel je pozůstatkem unikátního kruhového ohrazení, sestávajícího z částečně dochovaných vícenásobných valů a příkopů, které se nalézá na okraji lesa Vřešťovský Chlum v nadmořské výšce 362–371 metrů asi 1,5 km severně od obce Třebovětice v okrese Jičín.
Datování vzniku rondelu je nejisté. Na základě dosavadních nálezů dvou keramických zlomků byl datován do doby laténské, nicméně v základně valu byla nalezena také štípaná industrie a ve vnitřní ploše rondelu také kamenný sekeromlat, které by umožnily datování do mladšího neolitu.
Rondel má rozměry 75 × 86 metrů. Tvoří ho malé příkopy o šířce kolem čtyř metrů včetně pozůstatků valů, jejichž výška se pohybuje v rozmezí 0,5 do jednoho metru. Val je na vnější straně  příkopu široký 6–8 m. Podobně jako u většiny těchto lokalit je ohrazení u Třebovětic přerušeno na čtyřech místech ve směru světových stran. Neobvyklá je až trojnásobná soustava příkopů a valů ve východní polovině kruhu a umístění valu na vnější straně příkopu.